# Амад аль-Хосни
Амад Али Сулейман аль-Хосни (араб. عماد علي سليمان الحوسني‎; родился 18 июля 1984 года в Маскате, Оман) — оманский футболист, нападающий. Выступал за сборную Омана.

## Клубная карьера

### «Аль-Хабура»
Амад аль-Хосни начинал свою профессиональную карьеру футболиста в 2003 году, выступая за оманскую команду «Аль-Хабура». В сезоне 2003/04 он 20 раз выходил на поле в рамках чемпионата страны и забил 11 голов.

### «Эр-Рияд»
Впоследствии Амад перебрался в саудовский клуб Эр-Рияд из столицы страны Эр-Рияд. В чемпионате 2004/05 он провёл 23 матча, отметившись 10 голами.

### «Катар СК»
В 2005 год аль-Хосни переходит в команду «Катар СК» из Дохи. В чемпионате Катара 2005/06 он 25 раз появляется на поле в составе клуба, отметившись 14 голами и внеся тем самым свой вклад в достижении «Катаром СК» второго места по итогам турнира. В том же сезоне он проводит 3 игры в Кубке Наследного принца Катара, где забил 1 гол и достиг с командой финала. В чемпионате Катара 2006/07 он отыграл 24 матча при 11 голах, а в чемпионате 2007/08 — 27 матчей при 12 голах.

### «Эр-Райян»
Затем аль-Хосни перебрался в другой катарский клуб «Эр-Райян». В чемпионате Катара 2008/09 он провёл 27 матчей и забил 11 голов, контракт с клубом истёк по окончании сезона.

### «Шарлеруа»
Аль-Хосни перешёл в 2009 году в бельгийский «Шарлеруа», став тем самым вторым в истории оманским футболистом после Али аль-Хабси, выступавшим в Европе. Однако за «Шарлеруа» он провёл всего 8 игр, ни разу не отличившись забитым мячом.

### Возвращение в «Эр-Райян»
В 2010 году аль-Хосни возвращается в катарский «Эр-Райян», с которым он выигрывает Кубок эмира Катара 2010. В чемпионате же он проводит 8 игр при 4-х забитых мячах.

### «Аль-Ахли»
В том же году он переходит в саудовский «Аль-Ахли». Вместе с клубом он дважды выигрывает Саудовский кубок чемпионов в 2011 и 2012 годах, а также становится финалистом Лиги чемпионов АФК 2012 года. За «Аль-Ахли» он провёл 99 матчей и забил 52 гола.

### «Аль-Наср»
22 декабря 2013 года аль-Хосни подписал 6-месячный контракт с другим ведущим саудовским клубом «Аль-Наср».

### «Сахам»
8 сентября 2014 года аль-Хосни подписал годичный контракт с финалистом Клубного кубка чемпионов Персидского залива по футболу 2014, оманским «Сахамом». В составе нового клуба он дебютирует 13 сентября 2014 в победном матче (3:0) против команды «Аль-Оруба».

## Международная карьера
Амад аль-Хосни выступает за сборную Омана по футболу с 2003 года. Впервые он отметился голом за сборную в матче Кубка наций Персидского залива по футболу 2003 против сборной Саудовской Аравии.
На Кубке Азии по футболу 2004 он отметился дублем в ничейном матче (2:2) со сборной Ирана и голом в победной игре (2:0) против Таиланда. Также он принимал участие в главном азиатском турнире для сборных в 2007 и 2015 годах.